# Mount Kinsey
Mount Kinsey är ett berg i Antarktis. Det ligger i Östantarktis. Nya Zeeland gör anspråk på området. Toppen på Mount Kinsey är 3 352 meter över havet. Kinsey ingår i Supporters Range.
Terrängen runt Mount Kinsey är varierad. Trakten är obefolkad. Det finns inga samhällen i närheten.